# Messageries Maritimes
Die Messageries Maritimes (MM) war eine französische Reederei mit Hauptsitz in Paris, Heimathafen der Schiffe war Marseille. Die Reederei betrieb Liniendienste nach Fernost, Indien, Australien und Neuseeland. Die Messageries Maritimes war neben der Compagnie Générale Transatlantique (CGT) die bedeutendste Reederei Frankreichs.

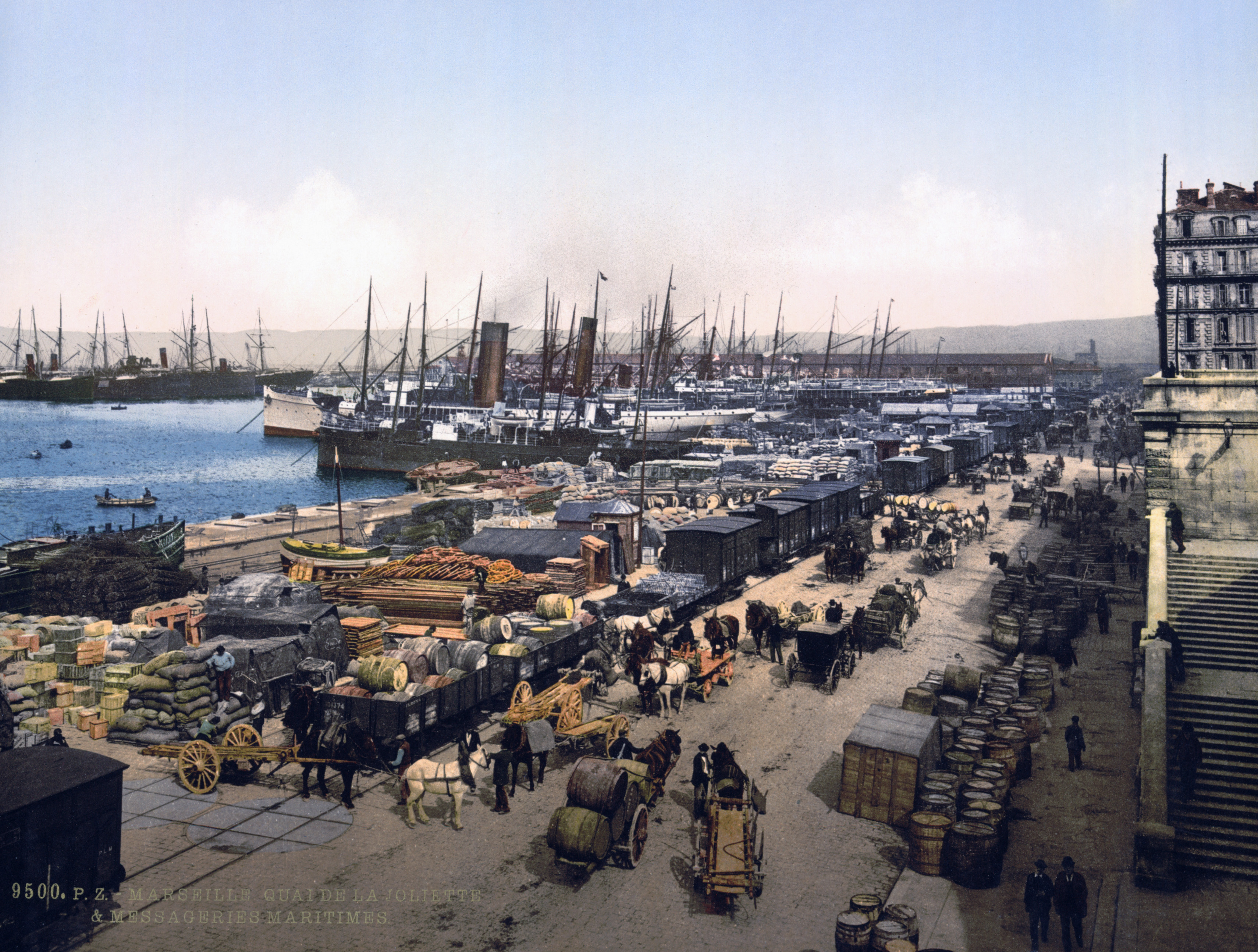
Kai von La Joliette und Messageries Maritimes in Marseille (um 1900)

## Geschichte
1835 gründete die französische Regierung die staatlich kontrollierte Reederei Compagnie des Services Maritimes de Messageries Nationale, um einen Liniendienst zwischen Marseille und den Levante-Häfen im östlichen Mittelmeer zu unterhalten. Mit Wiedereinsetzung der Monarchie in Frankreich, 1853, änderte die Reederei den Namen in Cie. des Services Messageries Imperiales. In den nächsten fünf Jahren expandierte die Gesellschaft dramatisch und 1857 zählte die Flotte bereits 57 Passagier- und Frachtschiffe. Nach dem Ende des Deutsch-Französischen Krieges 1871 und dem endgültigen Ende der Monarchie wurde die Reederei erneut umbenannt, in Compagnie des Messageries Maritimes (MM).
Das Liniennetz wurde ab den 1860er-Jahren kontinuierlich ausgebaut. 1860 wurde der Südamerika-Liniendienst eröffnet und 1862 begannen die Routen nach Ostasien, wo gerade die ersten französischen Fernost-Kolonien entstanden. 1869 wurde der neueröffnete Sueskanal in das Liniennetz eingebunden. Die typische Fernost-Linie, oder Orient-Route, verlief Marseille-Suez-Kanal-Indien-(Ceylon)-(Singapur)-Saigon. Von Saigon aus wurden Verbindungen nach China, Japan und Australien unterhalten. 1912 wurde der Südamerika-Dienst eingestellt, denn die Reederei wollte sich auf die Fernost-Linien konzentrieren, die mittlerweile der Schwerpunkt ihres Geschäfts geworden waren. 1904 wurden die Reedereien Cie. Francaise de l’Est Asiatique und die Cie. Nationale de Navigation durch die Messageries Maritimes aufgekauft.

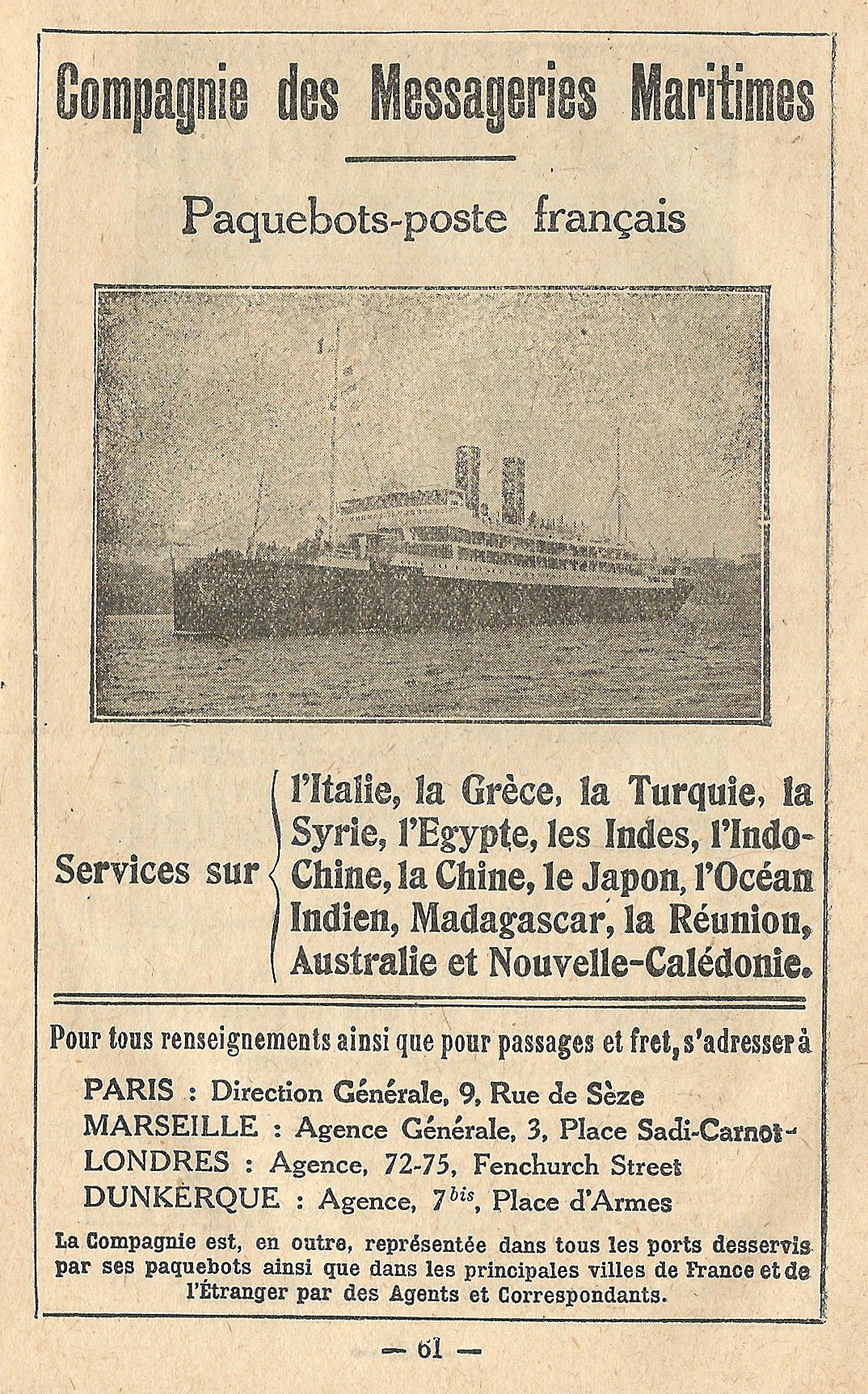
Reederei-Reklame (1921)

Die auf den Liniendiensten der Reederei eingesetzten Schiffe waren meist kombinierte Fracht- und Passagierschiffe von begrenzter Tonnage. Erst kurz vor Beginn des Ersten Weltkrieges begann eine Tonnage-Steigerung. Während des Ersten Weltkrieges verlor die Gesellschaft einen Großteil der Flotte, wie die meisten Reedereien der Entente-Mächte. Nach dem Krieg wurde ein umfangreiches Neubauprogramm gestartet. Die Schiffsverluste wurden durch größere und luxuriösere Liner ersetzt und der neueröffnete Panamakanal wurde mit Beginn der 1920er-Jahre in das Routennetz eingefügt. In dieser Zeit war Georges Philippar Präsident der Messageries Maritimes. Er war ein großer Bewunderer von Alexandre Dumas und achtete darauf, dass auf jedem Schiff der Linie irgendetwas an den Schriftsteller erinnerte; vier Schiffe waren nach den Musketieren benannt.
Im Zweiten Weltkrieg ging der größte Teil der Flotte verloren; bei Kriegsende waren nur noch 21 Schiffe der Reederei verblieben. Nach Kriegsende wurde sofort mit dem Neuaufbau der Flotte begonnen, doch die Situation begann sich zu verändern. Mit der Unabhängigkeit der in Französisch-Indochina zusammengefassten Staaten, Vietnam, Kambodscha und Laos bestand nun, von Frankreich aus, keine große Nachfrage für eine Passagier- und Frachtverbindung nach Ostasien mehr. Die Reederei begann verstärkt mit ständigen wirtschaftlichen Problemen zu kämpfen. In der Frachtschifffahrt war man auch im Hintertreffen, denn die unabhängig gewordenen Staaten wollten die anstehende Fracht lieber mit eigener Tonnage verschiffen. Dazu kam, dass sich immer mehr unangenehm bemerkbar machende Flugzeug, das der Reederei die damals ohnehin wenigen Passagiere abnahm. Den Messageries Maritimes wurden die Existenz-Grundlagen langsam entzogen.
1962 wurde der Südamerika-Dienst wieder aufgenommen, doch auch das änderte nicht mehr viel. Die Passagierdienste brachten nur Verluste und im Frachtsektor hielt der Container Einzug, der mit dem Containerschiff einen gänzlich neuen Schiffstyp erforderte. 1972 wurden sämtliche Liniendienste eingestellt, und an ihre Stelle traten weltweite Container-Dienste. Die Umstellung war finanziell anstrengend und so erfolgte 1974 die Fusion mit der Compagnie Générale Transatlantique (CGT) zur Compagnie Générale Maritime (CGM). Die CGM avancierte zu einem der führenden Container-Operatoren weltweit unter staatlicher Kontrolle. 1999 wurde die CGM mit der Cie. Maritime d’Affrétement zur CMA-CGM-Group S.A. privatisiert.

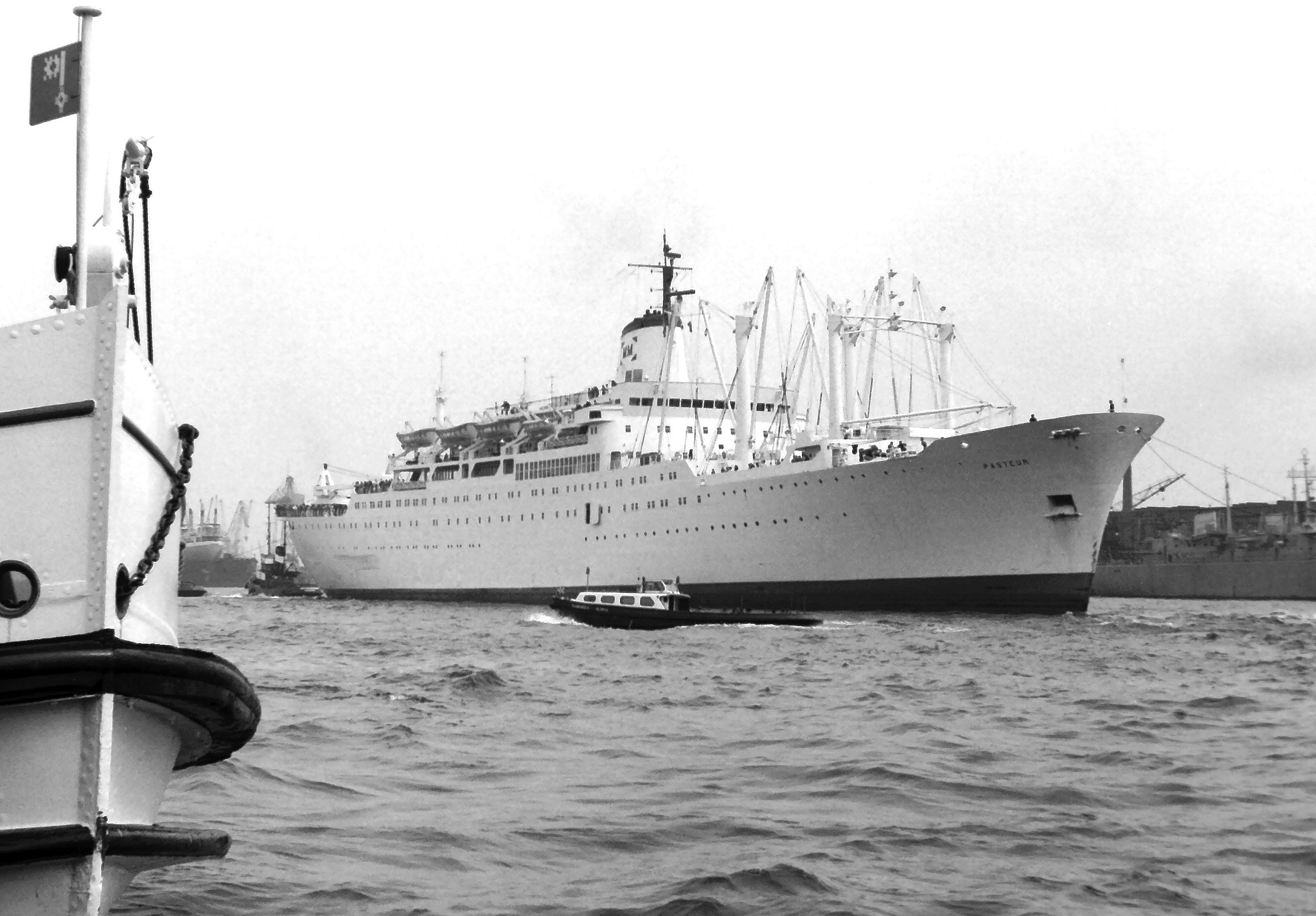
Die Pasteur war das letzte Passagierschiff der Reederei

## Passagierschiffe der Messageries Maritimes 1853–1972 (Auswahl)
| Jahr        | Name                     | Tonnage   | Werft                                                    | Status/Schicksal                                                                                           |
| ----------- | ------------------------ | --------- | -------------------------------------------------------- | --- |
| 1853        | Simois                   | 1340 BRT  | k. A.                                                    | 1875 außer Dienst und zum Abbruch verkauft                                                                 |
| 1854        | Indus (I)                | 1643 BRT  | k. A.                                                    | 1884 außer Dienst und zum Abbruch verkauft                                                                 |
| 1854        | Euphrate (I)             | 1643 BRT  | k. A.                                                    | 1887 außer Dienst und zum Abbruch verkauft                                                                 |
| 1854        | Gange (I)                | 1483 BRT  | k. A.                                                    | 1887 außer Dienst und zum Abbruch verkauft                                                                 |
| 1855        | Danube (I)               | 1143 BRT  | k. A.                                                    | 1878 außer Dienst und zum Abbruch verkauft                                                                 |
| 1858 (1857) | Amérique                 | 1697 BRT  | k. A.                                                    | 1857: für CNM / 1858 an MM / 1878 außer Dienst                                                             |
| 1860        | Guienne                  | 2746 BRT  | k. A.                                                    | 1872: Gambie, 2700 BRT, Schraubenantrieb / 1873 gesunken                                                   |
| 1860        | Navarre                  | 2746 BRT  | k. A.                                                    | 1872: Rio Grande, 2735 BRT, Schraubenantrieb / 1892 außer Dienst                                           |
| 1860        | Estamadura               | 2746 BRT  | k. A.                                                    | 1872: Mendoza, 2700 BRT, Schraubenantrieb / 1891 außer Dienst                                              |
| 1860        | Béarn                    | 2746 BRT  | k. A.                                                    | 1865 an der bras. Küste gesunken                                                                           |
| 1860        | Provence                 | 2746 BRT  | k. A.                                                    | 1881 nach Kollision bei Istanbul gesunken                                                                  |
| 1861        | Donai (I)                | 2746 BRT  | k. A.                                                    | 1887: Umbau zum Frachtschiff / 1889 gesunken                                                               |
| 1861        | Cambodge (I)             | 2746 BRT  | k. A.                                                    | 1887: Umbau zum Frachtschiff / 1902 außer Dienst                                                           |
| 1862        | Tigre (I)                | 2746 BRT  | k. A.                                                    | 1879: 3197 BRT, Schraubenantrieb / 1904 außer Dienst                                                       |
| 1869        | Gironde                  | 3392 BRT  | Chantiers Navals de La Ciotat S.A., La Ciotat            | 1906 außer Dienst und zum Abbruch verkauft                                                                 |
| 1869        | Amazone                  | 3392 BRT  | Chantiers Navals de La Ciotat S.A., La Ciotat            | 1889 außer Dienst und zum Abbruch verkauft                                                                 |
| 1869        | Sindh (I)                | 3392 BRT  | Chantiers Navals de La Ciotat S.A., La Ciotat            | 1901 außer Dienst und zum Abbruch verkauft                                                                 |
| 1870        | Ava                      | 3392 BRT  | Chantiers Navals de La Ciotat S.A., La Ciotat            | 1900 außer Dienst und zum Abbruch verkauft                                                                 |
| 1870        | Mékong (I)               | 3392 BRT  | Chantiers Navals de La Ciotat S.A., La Ciotat            | 1877 bei Kap Guardafui gesunken                                                                            |
| 1870        | Pei-Ho (I)               | 3392 BRT  | Chantiers Navals de La Ciotat S.A., La Ciotat            | 1902 außer Dienst und zum Abbruch verkauft                                                                 |
| 1870        | Sénégal                  | 3726 BRT  | Chantiers Navals de La Ciotat S.A., La Ciotat            | 1913 bei Smyrna durch Explosion zerstört                                                                   |
| 1871        | Niger                    | 3726 BRT  | Chantiers Navals de La Ciotat S.A., La Ciotat            | 1913 bei Tchesme gestrandet und aufgegeben                                                                 |
| 1873        | Anadyr (I)               | 4050 BRT  | Chantiers Navals de La Ciotat S.A., La Ciotat            | 1889 bei Aden nach Explosion gesunken                                                                      |
| 1873        | Irouaddy (I)             | 4050 BRT  | Chantiers Navals de La Ciotat S.A., La Ciotat            | 1906: Esmeralda / 1908 außer Dienst                                                                        |
| 1874:       | Orénoque                 | 4050 BRT  | Chantiers Navals de La Ciotat S.A., La Ciotat            | 1925 außer Dienst und zum Abbruch verkauft                                                                 |
| 1875        | Équateur                 | 4050 BRT  | Chantiers Navals de La Ciotat S.A., La Ciotat            | 1922 außer Dienst und zum Abbruch verkauft                                                                 |
| 1875        | Djemnah                  | 4050 BRT  | Chantiers Navals de La Ciotat S.A., La Ciotat            | 1918 bei Kreta torpediert und gesunken                                                                     |
| 1876 (1874) | La Seyne                 | 2379 BRT  | Forges et Chantiers de la Méditerranée, La Seyne-sur-Mer | 1874: ex-Etoile du Chili, Germain Frères / 1909 bei Singapur gesunken                                      |
| 1876        | Parana                   | 4050 BRT  | Chantiers Navals de La Ciotat S.A., La Ciotat            | 1877 bei Bahia gesunken                                                                                    |
| 1877        | Yang-Tse (I)             | 4050 BRT  | Chantiers Navals de La Ciotat S.A., La Ciotat            | 1911 außer Dienst und zum Abbruch verkauft                                                                 |
| 1878        | Congo                    | 4050 BRT  | Chantiers Navals de La Ciotat S.A., La Ciotat            | 1913 außer Dienst und zum Abbruch verkauft                                                                 |
| 1879        | Oxus                     | 4050 BRT  | Chantiers Navals de La Ciotat S.A., La Ciotat            | 1914 in Russland festgesetzt / 1918 torpediert                                                             |
| 1880        | Saghalien                | 4050 BRT  | Chantiers Navals de La Ciotat S.A., La Ciotat            | 1915 bei Gallipoli durch türkische Küstenbatterie versenkt                                                 |
| 1881        | Melbourne                | 4170 BRT  | Chantiers Navals de La Ciotat S.A., La Ciotat            | 1921 außer Dienst und zum Abbruch verkauft                                                                 |
| 1882        | Natal                    | 4250 BRT  | Chantiers Navals de La Ciotat S.A., La Ciotat            | 1917 bei Marseille nach Kollision gesunken                                                                 |
| 1882        | Calédonien (I)           | 4248 BRT  | Chantiers Navals de La Ciotat S.A., La Ciotat            | 1917 bei Port Said nach Minentreffer gesunken (51 Tote)                                                    |
| 1883        | Sydney                   | 4232 BRT  | Chantiers Navals de La Ciotat S.A., La Ciotat            | 1922 außer Dienst und zum Abbruch verkauft                                                                 |
| 1883        | Salazie                  | 4256 BRT  | Chantiers Navals de La Ciotat S.A., La Ciotat            | 1912 bei Madagaskar im Sturm gesunken                                                                      |
| 1884        | Yarra (I)                | 4163 BRT  | Chantiers Navals de La Ciotat S.A., La Ciotat            | 1917 im Mittelmeer torpediert und gesunken                                                                 |
| 1884        | Océanien (I)             | 4162 BRT  | Chantiers Navals de La Ciotat S.A., La Ciotat            | 1922 außer Dienst und zum Abbrucb verkauft                                                                 |
| 1884        | Cordouan                 | 4170 BRT  | Chantiers Navals de La Ciotat S.A., La Ciotat            | 1911 außer Dienst und zum Abbruch verkauft                                                                 |
| 1886        | Portugal                 | 5335 BRT  | Chantiers Navals de La Ciotat S.A., La Ciotat            | 1916 bei Batumi torpediert und gesunken                                                                    |
| 1888        | Brésil                   | 5824 BRT  | Chantiers Navals de La Ciotat S.A., La Ciotat            | 1903: Dumbea / 1928 außer Dienst                                                                           |
| 1888        | La Plata                 | 5824 BRT  | Chantiers Navals de La Ciotat S.A., La Ciotat            | 1903: Nera / 1923 außer Dienst                                                                             |
| 1890        | Polynésien               | 6570 BRT  | Chantiers Navals de La Ciotat S.A., La Ciotat            | 1918 bei Malta torpediert und gesunken                                                                     |
| 1890        | Australien (I)           | 6376 BRT  | Chantiers Navals de La Ciotat, La Ciotat                 | 1918 im Mittelmeer torpediert und gesunken                                                                 |
| 1891        | Armand Béhic             | 6467 BRT  | Chantiers Navals de La Ciotat S.A., La Ciotat            | 1924 außer Dienst und zum Abbruch verkauft                                                                 |
| 1891        | Ville de La Ciotat       | 6461 BRT  | Chantiers Navals de La Ciotat, La Ciotat                 | 1915 bei Kreta torpediert und gesunken                                                                     |
| 1895        | Chili                    | 6379 BRT  | Chantiers Navals de La Ciotat S.A., La Ciotat            | 1927 außer Dienst und zum Abbruch verkauft                                                                 |
| 1896        | Cordillère               | 6379 BRT  | Chantiers Navals de La Ciotat S.A., La Ciotat            | 1925 außer Dienst und zum Abbruch verkauft                                                                 |
| 1897        | Laos (I)                 | 6357 BRT  | Chantiers Navals de La Ciotat S.A., La Ciotat            | 1903: Amazone (II) / 1932 außer Dienst                                                                     |
| 1898        | Indus (II)               | 6357 BRT  | Chantiers Navals de La Ciotat S.A., La Ciotat            | 1903: Magellan / 1916 bei Pantelleria torpediert und gesunken                                              |
| 1898        | Tonkin                   | 6246 BRT  | Chantiers Navals de La Ciotat S.A., La Ciotat            | 1912: Lotus / 1932 außer Dienst                                                                            |
| 1899        | Annam (I)                | 6350 BRT  | Chantiers Navals de La Ciotat S.A., La Ciotat            | 1904: Tourane / 1912: Karnak / 1916 bei Malta torpediert                                                   |
| 1900        | Atlantique               | 6479 BRT  | Chantiers Navals de La Ciotat S.A., La Ciotat            | 1921: Angkor / 1933 außer Dienst                                                                           |
| 1903        | Himalaya                 | 5620 BRT  | Chantiers Navals de La Ciotat S.A., La Ciotat            | 1917 bei Bizerta versenkt                                                                                  |
| 1904        | El Kantara               | 6889 BRT  | Chantiers Navals de La Ciotat S.A., La Ciotat            | 1926 außer Dienst und zum Abbruch verkauft                                                                 |
| 1904        | Louqsor                  | 6889 BRT  | Chantiers Navals de La Ciotat S.A., La Ciotat            | 1930 außer Dienst und zum Abbruch verkauft                                                                 |
| 1905        | Euphrate (II)            | 6889 BRT  | Chantiers Navals de La Ciotat S.A., La Ciotat            | 1915 bei Socotra gestrandet                                                                                |
| 1905        | Gange (II)               | 6889 BRT  | Chantiers Navals de La Ciotat S.A., La Ciotat            | 1917 bei Bizerta nach Minentreffer gesunken                                                                |
| 1908        | Sontay (I)               | 7247 BRT  | Chantiers Navals de La Ciotat S.A., La Ciotat            | 1917 bei Sizilien torpediert und gesunken                                                                  |
| 1911        | Paul Lecat               | 12989 BRT | Chantiers Navals de La Ciotat S.A., La Ciotat            | 1928 in Marseille ausgebrannt und verschrottet                                                             |
| 1914        | André Lebon              | 13681 BRT | Chantiers Navals de La Ciotat S.A., La Ciotat            | 1952 außer Dienst und zum Abbruch verkauft                                                                 |
| 1915        | Athos (I)                | 12644 BRT | Ateliers et Chantiers de France (Dunkerque)              | 1917 bei Malta torpediert und gesunken                                                                     |
| 1915        | Porthos                  | 12633 BRT | Forges et Chantiers de la Gironde, Bordeaux              | 1942 bei Casablanca versenkt                                                                               |
| 1915        | Sphinx                   | 11375 BRT | Ateliers & Chantiers de la Loire S.A., Saint-Nazaire     | 1940: Vichy-Frankreich / 1944 in Genua versenkt                                                            |
| 1921        | Commissaire Ramel        | 10061 BRT | Société Provençale de Constructions Navales, La Ciotat   | 1940 durch Hilfskreuzer Atlantis versenkt                                                                  |
| 1922        | Aramis (I)               | 14825 BRT | Chantiers & Ateliers de la Gironde S.A., Bordeaux        | 1924: Chenonceaux / 1944 in Marseille versenkt                                                             |
| 1923        | Chantilly                | 10017 BRT | Chantiers & Ateliers de la Loire S.A., Saint-Nazaire     | 1951 außer Dienst und zum Abbruch verkauft                                                                 |
| 1923        | Compiègne                | 10017 BRT | Chantiers & Ateliers de la Loire S.A., Saint-Nazaire     | 1954 außer Dienst und zum Abbruch verkauft                                                                 |
| 1923        | Fontainebleau            | 10017 BRT | Chantiers & Ateliers de la Loire S.A., Saint-Nazaire     | 1926 bei Dschibuti ausgebrannt                                                                             |
| 1924        | D’Artagnan               | 15205 BRT | Ateliers & Chantiers de la Gironde S.A., Bordeaux        | 1942 in Indochina durch Japan beschlagnahmt                                                                |
| 1925        | Explorateur Grandidier   | 10268 BRT | Chantiers & Ateliers de Saint-Nazaire, Saint-Nazaire     | 1944 in Marseille versenkt                                                                                 |
| 1925        | Bernadin de Saint-Pierre | 10268 BRT | J. C. Tecklenborg GmbH, Wesermünde                       | 1942 in Indochina durch Japan beschlagnahmt                                                                |
| 1925        | Champollion              | 12213 BRT | Chantiers Navals de La Ciotat S.A., La Ciotat            | 1952 bei Beirut auf Grund gelaufen                                                                         |
| 1926        | Mariette Pacha           | 12263 BRT | Chantiers Navals de La Ciotat S.A., La Ciotat            | 1944 in Marseille nach Explosion gesunken                                                                  |
| 1926        | Athos (II)               | 15275 BRT | AG „Weser“, Bremen                                       | 1959 außer Dienst und zum Abbruch verkauft                                                                 |
| 1929        | Éridan (II)              | 14361 BRT | Chantiers & Ateliers de Provence S.A., La Ciotat         | 1957 außer Dienst und zum Abbruch verkauft                                                                 |
| 1930        | Georges Philippar        | 17359 BRT | Ateliers & Chantiers de la Loire S.A., Saint-Nazaire     | 1932 bei Kap Guardafui ausgebrannt (54 Tote)                                                               |
| 1930        | Felix Roussel            | 17359 BRT | Ateliers & Chantiers de la Loire S.A., Saint-Nazaire     | 1955 verkauft                                                                                              |
| 1932        | Aramis (II)              | 17359 BRT | Ateliers & Chantiers de la Loire S.A., Saint-Nazaire     | 1940 in Indochina durch Japan beschlagnahmt                                                                |
| 1931        | Jean Laborde (I)         | 11414 BRT | Chantiers Navals de La Ciotat S.A., La Ciotat            | 1944 in Marseille versenkt                                                                                 |
| 1933        | Maréchal Joffre          | 11732 BRT | Chantiers Navals de La Ciotat S.A., La Ciotat            | 1960 außer Dienst und zum Abbruch verkauft                                                                 |
| 1935        | Président Doumer         | 11898 BRT | Chantiers Navals de La Ciotat S.A., La Ciotat            | 1942 bei Madeira torpediert und gesunken (260 Tote)                                                        |
| 1932 (1914) | Patria                   | 11885 BRT | Forges & Chantiers de la Méditerranée, La Seyne-sur-Mer  | 1914: Fabre Line / 1932 an MM / 1940 in Haifa versenkt (279 Tote)                                          |
| 1932 (1914) | Providence               | 11885 BRT | Forges & Chantiers de la Méditerranée, La Seyne-sur-Mer  | 1951 außer Dienst und zum Abbruch verkauft                                                                 |
| 1949        | La Marseillaise          | 17408 BRT | Chantiers Navals de La Ciotat S.A., La Ciotat            | 1957 verkauft, 1961 vor Grenada ausgebrannt und gesunken                                                   |
| 1953        | La Bourdonnais           | 10945 BRT | Arsenal de Lorient, Lorient                              | 1968 verkauft, 1977 in Perama verschrottet                                                                 |
| 1952        | Ferdinand de Lesseps     | 10945 BRT | Forges & Chantiers de la Méditerranée, La Seyne-sur-Mer  | 1968 verkauft, 2003 in Alang verschrottet                                                                  |
| 1953        | Pierre Loti              | 10945 BRT | Forges & Chantiers de la Méditerranée, La Seyne-sur-Mer  | 1970 verkauft, 1986 in Salamis verschrottet                                                                |
| 1953        | Jean Laborde (II)        | 10945 BRT | Forges & Chantiers de la Méditerranée, La Seyne-sur-Mer  | 1970 verkauft, 1991 gesunken als Oceanos                                                                   |
| 1952        | Calédonien (II)          | 12712 BRT | Arsenal de la Marine, Brest                              | 1972 verkauft, 1974 in Kaohsiung verschrottet                                                              |
| 1952        | Tahitien                 | 12712 BRT | Arsenal de la Marine, Brest                              | 1972 verkauft, 2004 in Alang verschrottet                                                                  |
| 1952        | Laos (III)               | 13217 BRT | Chantiers Navals de La Ciotat S.A., La Ciotat            | 1970 verkauft, 1977 in Port Klang verschrottet                                                             |
| 1953        | Cambodge (II)            | 13217 BRT | Ateliers & Chantier de France, Dunkerque                 | 1969 verkauft, 2003 in Alang verschrottet                                                                  |
| 1953        | Viet Nam                 | 13217 BRT | Forges & Chantiers de la Méditerranée, La Seyne-sur-Mer  | 1967: Pacifique (II) / 1970 verkauft, 1974 ausgebrannt, 1976 in Kaohsiung verschrottet                     |
| 1962 (1951) | Louis Lumière            | 12358 BRT | Ateliers & Chantiers de la Loire, Saint-Nazaire          | 1951 für Chargeurs Reunis / 1962 an MM / 1967 verkauft, 1984 in Chittagong verschrottet                    |
| 1962 (1951) | Charles Tellier          | 12007 BRT | Ateliers & Chantiers de la Loire, Saint-Nazaire          | 1951: für Cie. des Sudatlantique / 1962 an MM / 1967 verkauft, 1984 in Chittagong verschrottet             |
| 1962 (1952) | Laennec                  | 12007 BRT | Ateliers & Chantiers de la Loire, Saint-Nazaire          | 1952: für Cie. des Sudatlantique / 1962 an MM / 1966 verkauft, 1976 in Sasebo ausgebrannt und verschrottet |
| 1966        | Pasteur                  | 17986 BRT | Ateliers & Chantiers de France, Dunkerque                | 1972 verkauft, 1985 ausgebrannt und in Mumbai verschrottet                                                 |